# Russkaja salonnaja sobaka
Russkaja salonnaja sobaka (ryska русская салонная собака) är en hundras från Ryssland. Den påminner om en yorkshireterrier och korsades fram i Moskva från olika dvärghundar under början av 2000-talet. Den första rasstandarden publicerades av den ryska kennelklubben Rossijskaja Kinologitjeskaja Federatsija (RKF) 2013.